# Kieren Fallon
Kieren-Francis Fallon (né à Crusheen, dans le Comté de Clare, le 22 février 1965) est un jockey irlandais. Détenteur d'un des plus beaux palmarès parmi les jockeys contemporains, il a également été au cœur de plusieurs controverses.

## Carrière
Formé en Irlande par l'entraîneur Kevin Prendergast, Kieren Fallon remporte sa première course en 1984. En 1988, il s'installe en Angleterre, mais il lui faudra attendre 1997 pour s'affirmer comme l'un des meilleurs jockeys européens, année où, malgré une réputation sulfureuse (et un procès en diffamation gagné contre le journal Sporting Life, qui l'accusait d'avoir truqué une course), il devient le jockey attitré de l'écurie de Henry Cecil. Il gagne alors ses premières courses classiques, et le premier de ses six titres de "champion jockey" en Angleterre. En 1999, moins de deux mois après son premier Derby, il est licencié pour un motif resté inconnu par l'entraîneur britannique. Il rebondit néanmoins en comme freelance, gagnant de grandes épreuves, notamment pour Michael Stoute. En 2005, il devient le premier jockey de l'entraîneur irlandais Aidan O'Brien, pour lequel il enrichit son palmarès de nombreux groupe 1.
En juillet 2006, Kieren Fallon est accusé avec sept autres personnes dans une affaire de paris truqués (on parle de 80 courses faussées), et exclu des courses britanniques. Le procès, qui se tiendra en octobre 2007, aboutit par un acquittement faute de preuves et la suspension du jockey est aussitôt annulée. Il est également suspendu six mois pour dopage en 2006, puis 18 mois en 2008, pour un nouveau contrôle positif. De retour sur les hippodromes en 2009, Kieren Fallon retrouve vite le chemin du succès, même s'il se fait plus rare aux palmarès des classiques.
Kieren Fallon met un terme à sa carrière en juillet 2016, disant souffrir de dépression. Au total, il a remporté 2738 courses en Angleterre et en Irlande, 80 groupe 1 dont 21 classiques. Son fils, Cieren, est également jockey, sacré meilleur apprenti d'Angleterre en 2019.

## Palmarès (victoires degroupe 1)
Royaume-Uni
- Derby d'Epsom – 3 – Oath (1999), Kris Kin (2003), North Light (2004)
- Oaks – 4 – Reams of Verse (1997), Ramruma (1999), Ouija Board (2004), Alexandrova (2006)
- 2000 Guinées – 5 – King's Best (2000), Golan (2001), Footstepsinthesand (2005), George Washington (2006), Night of Thunder (2014)
- 1000 Guinées – 4 – Sleepytime (1997), Wince (1999), Russian Rhythm (2003), Virginia Waters (2005)
- King George VI and Queen Elizabeth Diamond Stakes – 1 – Golan (2002)
- Ascot Gold Cup – 2 – Mr Dinos (2003), Yeats (2006)
- Cheveley Park Stakes – 1 – Embassy (1997)
- Coronation Cup – 3 – Daliapour (2000), Boreal (2002), Yeats (2005)
- Coronation Stakes – 1 – Russian Rhythm (2003)
- Eclipse Stakes – 2 – Medicean (2001), Oratorio (2005)
- Fillies' Mile – 1 – Red Bloom (2003)
- Haydock Sprint Cup – 1 – Society Rock (2012)
- Lockinge Stakes – 3 – Medicean (2001), Russian Rhythm (2004), Peeress (2006)
- Nassau Stakes – 3 – Islington (2002), Russian Rhythm (2003), Favourable Terms (2004)
- Queen Anne Stakes – 3 – Kalanisi (2000), Medicean (2001), Ad Valorem (2006)
- Racing Post Trophy – 1 – Motivator (2004)
- St. James's Palace Stakes – 2 – Dr Fong (1998), Most Improved (2012)
- Sussex Stakes – 1 – Ali-Royal (1997)
- Yorkshire Oaks – 4 – Catchascatchcan (1998), Islington (2002, 2003), Quiff (2004)

 Irlande
- Irish Derby – 2 – Hurricane Run (2005), Dylan Thomas (2006)
- Irish Oaks – 3 – Ramruma (1999), Ouija Board (2004), Alexandrova (2006)
- Irish St Leger – 1 – Yeats (2007)
- Irish Champion Stakes – 3 – Oratorio (2005), Dylan Thomas (2006, 2007)
- Moyglare Stud Stakes – 1 – Rumplestiltskin (2005)
- National Stakes – 1 – George Washington (2005)
- Phoenix Stakes – 3 – Damson (2004), George Washington (2005), Holy Roman Emperor (2006)
- Pretty Polly Stakes – 1 – Peeping Fawn (2007)
- Tattersalls Gold Cup – 2 – Shiva (1999), Hurricane Run (2006)

 France
- Prix de l'Arc de Triomphe – 2 – Hurricane Run (2005), Dylan Thomas (2007)
- Poule d'Essai des Poulains – 1 – Aussie Rules (2006)
- Grand Prix de Paris – 1 – Scorpion (2005)
- Grand Prix de Saint-Cloud – 2 – Gamut (2004), Mountain High (2007)
- Prix de la Forêt – 1 – Tomba (1998)
- Prix d'Ispahan – 1 – Falbrav (2003)
- Prix Jean-Luc Lagardère – 3 – Hold That Tiger (2002), Horatio Nelson (2005), Holy Roman Emperor (2006)
- Prix Marcel Boussac – 1 – Rumplestiltskin (2005)
- Prix Morny – 2 – Elusive City (2002), Myboycharlie (2007)
- Prix de l'Opéra – 1 – Zee Zee Top (2003)

 Allemagne
- Grosser Preis von Baden – 1 – Borgia (1997)
- Preis der Diana – 1 – Dancing Rain (2011)
- Preis von Europa – 1 – Youmzain (2006)

 Hong Kong
- Hong Kong Vase – 1 – Ouija Board (2005)

 Italie
- Oaks d'Italie – 2 – Guadalupe (2002), Contredanse (2010)

 États-Unis
- Arlington Million – 1 – Powerscourt (2005)
- Breeders' Cup Filly & Mare Turf – 2 – Islington (2003), Ouija Board (2004)
- Goodwood Stakes – 1 – Gitano Hernando (2009)

 Australie
- A J Moir Stakes – 1 – California Dane (2006)
- Hong Kong Jockey Club Plate – 1 – Polar Bear (2006)